# Just Lose It
"Just Lose It" é uma canção de hip hop do rapper americano Eminem, do álbum Encore lançado em 2004. Foi lançada como primeiro single do álbum, que teve seu lançamento mundial neste mesmo ano. A canção causou uma certa controvérsia, pois sua letra e também seu vídeo era uma paródia sobre Michael Jackson, que havia sido acusado de abuso sexual de menores na época. A canção também parodia Pee-wee Herman, Beavis/Cornholio de Beavis and Butt-Head, MC Hammer, Madonna, Mr. Bean entre outros. "Just Lose It" chegou a alcançar a primeira posição na Grã-Bretanha, Austrália, Suíça e Nova Zelândia.
Duas paródias a respeito da controvérsia de Michael Jackson foram incluídas em Encore, "Paul (skit)" e "Em Calls Paul (skit)". Este tema também foi mencionado em uma canção da mixtape The Anger Management Tour 3 chamada "Get Off My Nuts".
No início da canção, há um trecho lírico de seu single de 2002 "Without Me", acerca de "Shady's Back". As linhas "Snap back to reality. Look! It's B. Rabbit" e "You signed me up to battle" se referem a "Lose Yourself" e o personagem que Eminem interpreta no filme 8 Mile. O segundo verso da canção, a linha "So fellas, fellas..." é uma referência a canção "Baby Got Back" de Sir Mix-a-lot. No refrão da canção, onde diz: "Girl you know you're my world", é do coro de sua canção "Superman" de seu álbum The Eminem Show.
Esta é uma das poucas músicas de Eminem que não contém a palavra "Fuck".
A canção foi incluida na coletânea Curtain Call: The Hits, lançada em 2005.

## Videoclipe
O videoclipe de "Just Lose It" é considerado polêmico e gerou problemas com o cantor Michael Jackson e muitos canais musicais. Foi proibido no canal BET, após denúncias de Benzino e outros; mas mais tarde foi reintegrado, pois os críticos da proibição argumentaram que o vídeo "Tip Drill" de Nelly poderia ser visto. Ambos os videos só puderam ser vistos no BET: Uncut. Contudo, a MTV resolveu não o proibir, o vídeo se tornou um dos mais pedidos no canal. Paris Hilton, Erik Estrada e Alyson Stoner também aparecem no vídeo desta música.
O vídeo contém uma paródia de uma cena de 8 Mile, onde há uma batalha de rap entre Eminem (tal como aparece no filme) e Eminem (tal como aparece para seus oponentes). Contém também várias cenas em que Eminem está caminhando nu pelas ruas.
O vídeo foi mais tarde indicado para o MTV Video Music Awards para "Melhor Vídeo de Rap", mas perdeu para "Number One Spot" de Ludacris.
Dos 50 vídeos mais polêmicos do "MuchMusic", se classificou na posição número 50, por suas piadas sobre pessoas famosas.

## Desempenho nos gráficos
| Gráfico (2004)                  | Melhor posição |
| ------------------------------- | -------------- |
| Media Control Charts            | 2              |
| ARIA Charts                     | 1              |
| Ö3 Austria Top 40               | 4              |
| Ultratop (Flanders)             | 6              |
| Ultratop (Valônia)              | 8              |
| Billboard Hot 100               | 6              |
| Billboard Hot R&B/Hip-Hop Songs | 35             |
| Billboard Hot Rap Tracks        | 7              |
| Finlândia                       | 2              |
| SNEP                            | 7              |
| Irish Singles Chart             | 2              |
| FIMI                            | 2              |
| Mexico Top 100                  | 18             |
| RIANZ                           | 1              |
| VG-lista                        | 3              |
| Dutch Top 40                    | 5              |
| UK Singles Chart                | 1              |
| Sverigetopplistan               | 12             |
| Swiss Charts                    | 1              |